# جيم سنكلير
جيم سنكلير هو سياسي كندي، ولد في 3 يونيو 1933 في كندا، وتوفي في 9 نوفمبر 2012.